# Rubin Statham
Jose Rubin Statham (* 25. April 1987 in Auckland) ist ein ehemaliger neuseeländischer Tennisspieler.

## Karriere
Statham spielte hauptsächlich auf der ATP Challenger Tour und der ITF Future Tour. Er konnte  12 Einzel- und 20 Doppeltitel auf der Future Tour feiern. Seine höchste Platzierung in der Tennisweltrangliste war 2013 im Einzel der 279. Rang sowie im Doppel der 139. Rang.
Sein Debüt auf der ATP Tour gab er im Januar 2008 in Auckland, wo er seine Erstrundenpartie gegen Albert Montañés in zwei Sätzen verlor. Der erste Sieg gelang ihm ebenfalls in Auckland: Im Jahr 2010 gewann er gegen seinen Landsmann Daniel King-Turner das Erstrundenspiel in zwei Sätzen. Mit seinem Zwillingsbruder Mikal Statham verlor er zudem bei vier Turnierteilnahmen viermal bei seinem Heimturnier in Auckland im Doppel.
Von 2005 bis 2024 spielt er für die neuseeländische Davis-Cup-Mannschaft. Sein erstes Spiel in der Begegnung mit den Vereinigten Staaten verlor er in zwei Sätzen gegen Scott Lipsky. Mit 35 gespielten Begegnungen hält er den Rekord für sein Land.
Anfang 2025 gab er seinen Rücktritt bekannt.

## Erfolge
| Legende (Anzahl der Siege)  |
| Grand Slam                  |
| ATP World Tour Finals       |
| ATP World Tour Masters 1000 |
| ATP Tour 500                |
| ATP Tour 250                |
| ATP Challenger Tour (4)     |

### Doppel

#### Turniersiege
| Nr. | Datum            | Turnier    | Belag     | Partner        | Finalgegner                               | Ergebnis |
| --- | ---------------- | ---------- | --------- | -------------- | ----------------------------------------- | -------- |
| 1.  | 7. Juni 2015     | Gimcheon   | Hartplatz | Li Zhe         | Südafrika Ruan Roelofse                   | 6:4, 6:2 |
| 2.  | 21. Oktober 2017 | Ningbo     | Hartplatz | Radu Albot     | Jeevan Nedunchezhiyan Christopher Rungkat | 7:5, 6:3 |
| 3.  | 7. Januar 2023   | Nouméa (1) | Hartplatz | Colin Sinclair | Toshihide Matsui Kaito Uesugi             | 6:4, 6:3 |
| 4.  | 6. Januar 2024   | Nouméa (2) | Hartplatz | Colin Sinclair | Toshihide Matsui Calum Puttergill         | 7:5, 6:2 |